# Treze Tílias
Treze Tílias é um município localizado no oeste do estado de Santa Catarina, na região Sul do Brasil. Sua população em 2024, conforme estimativas do IBGE, era de 9.308 habitantes. Situa-se na Região Geográfica Intermediária de Chapecó e na Região Geográfica Imediata de Joaçaba. Conhecida como "Tirol Brasileiro", a cidade foi fundada por Austríacos em 1933. Localiza-se a 425 km da capital estadual, Florianópolis, e a 175 km de Chapecó.

## História

### Ocupação do Meio Oeste Contestado Catarinense
De ocupação tradicional caingangue, a região do Meio Oeste Contestado Catarinense passou a ser ocupada, no século XIX, por militares e fazendeiros brasileiros. No início do século XX, aconteceu a Guerra do Contestado na região, um conflito que envovleu os caboclos, primeiros habitantes não indígenas da região. Após a guerra, a região começou a ser ocupada por colonos alemães e italianos, em sua maioria procedentes do Rio Grande do Sul.

### Fundação
Treze Tílias foi fundada em 13 de outubro de 1933, por imigrantes da região do Tirol (principalmente do Tirol austríaco, mas também do Tirol italiano), que fugiam da grave crise econômica na Europa. Devido à Primeira Guerra Mundial, a economia austríaca estava abalada e o então ministro da agricultura da Áustria, Andreas Thaler, resolveu emigrar para o Brasil acompanhado de algumas famílias de emigrantes austríacos do Tirol e demais regiões austríacas, em busca de melhores condições de vida. Chegaram ao centro do estado de Santa Catarina, onde encontraram um clima temperado, semelhante ao clima europeu, e terras férteis, propícias para a fundação de uma colônia organizada. Para batizar a cidade, utilizaram o nome do poema épico pacifista cristão "Treze Tílias", do austríaco Friedrich Wilhelm Weber.

## Geografia

### Clima
O clima é quente e temperado. Existe uma pluviosidade significativa ao longo do ano. Mesmo o mês mais seco ainda assim tem muita pluviosidade. O clima é classificado como Cfb de acordo com a Köppen e Geiger. 16.7 °C é a temperatura média em Treze Tílias. Pluviosidade média anual de 1826 mm.
| Dados climatológicos para Treze Tílias | Dados climatológicos para Treze Tílias | Dados climatológicos para Treze Tílias | Dados climatológicos para Treze Tílias | Dados climatológicos para Treze Tílias | Dados climatológicos para Treze Tílias | Dados climatológicos para Treze Tílias | Dados climatológicos para Treze Tílias | Dados climatológicos para Treze Tílias | Dados climatológicos para Treze Tílias | Dados climatológicos para Treze Tílias | Dados climatológicos para Treze Tílias | Dados climatológicos para Treze Tílias | Dados climatológicos para Treze Tílias |
| Mês                                    | Jan                                    | Fev                                    | Mar                                    | Abr                                    | Mai                                    | Jun                                    | Jul                                    | Ago                                    | Set                                    | Out                                    | Nov                                    | Dez                                    |                                        |
| -------------------------------------- | -------------------------------------- | -------------------------------------- | -------------------------------------- | -------------------------------------- | -------------------------------------- | -------------------------------------- | -------------------------------------- | -------------------------------------- | -------------------------------------- | -------------------------------------- | -------------------------------------- | -------------------------------------- | -------------------------------------- |
| Temperatura máxima média (°C)          | 26,1                                   | 25,9                                   | 25                                     | 22,9                                   | 19,1                                   | 18,3                                   | 18,3                                   | 20,5                                   | 21,8                                   | 23,4                                   | 24,3                                   | 25,6                                   |                                        |
| Temperatura média (°C)                 | 21,4                                   | 21,2                                   | 20,2                                   | 18                                     | 14,3                                   | 13,3                                   | 12,8                                   | 14,5                                   | 16,1                                   | 18,2                                   | 19,2                                   | 20,7                                   |                                        |
| Temperatura mínima média (°C)          | 17,7                                   | 17,6                                   | 16,6                                   | 14,1                                   | 10,7                                   | 9,6                                    | 8,6                                    | 9,9                                    | 11,7                                   | 14,1                                   | 15                                     | 16,7                                   |                                        |
| Chuva (mm)                             | 229                                    | 211                                    | 162                                    | 122                                    | 141                                    | 134                                    | 123                                    | 111                                    | 193                                    | 218                                    | 169                                    | 201                                    |                                        |
| Umidade relativa (%)                   | 79                                     | 81                                     | 80                                     | 80                                     | 81                                     | 82                                     | 80                                     | 76                                     | 75                                     | 78                                     | 76                                     | 77                                     |                                        |
| Fonte:                                 |                                        |                                        |                                        |                                        |                                        |                                        |                                        |                                        |                                        |                                        |                                        |                                        |                                        |
| Fontes: Climate-data                   |                                        |                                        |                                        |                                        |                                        |                                        |                                        |                                        |                                        |                                        |                                        |                                        |                                        |

### Principais acessos
- SC-355
- SC-465

## Cultura

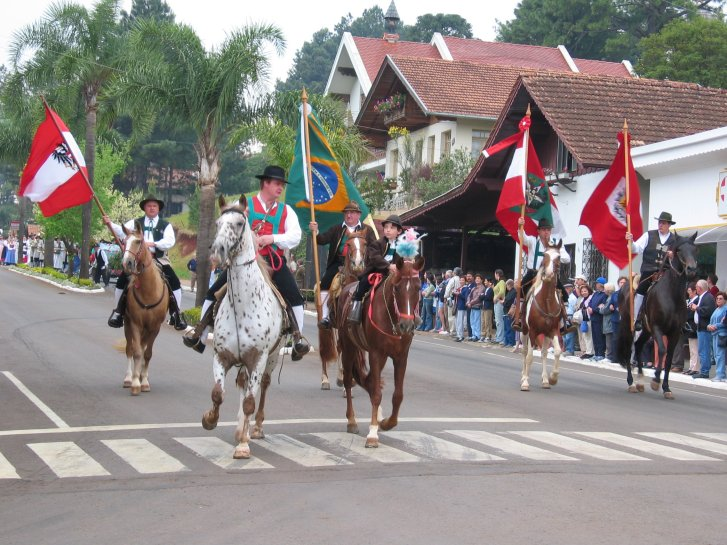
O "Tirolerfest"

Os imigrantes austríacos eram oriundos das regiões do Tirol (grande maioria), Salzburgo e Vorarlberg, mas havia também famílias oriundas de outros estados da Áustria, como a Alta Áustria, a Caríntia e Viena. Quando os austríacos lá chegaram, já viviam, na região, alguns imigrantes alemães (sobretudo da região do Hunsrück) e descendentes de italianos oriundos, principalmente, da região do Vêneto e da província de Bérgamo, na região da Lombardia.
Na colônia, os imigrantes austríacos mantinham-se unidos, de modo a preservar seus costumes e isso marcou profundamente a cultura do município, que preserva fortes características tirolesas e austríacas. Há também descendentes um número considerável de tiroleses de língua italiana (trentinos), que vieram posteriormente, oriundos de famílias imigrantes que se instalaram primeiramente no Rio Grande do Sul.

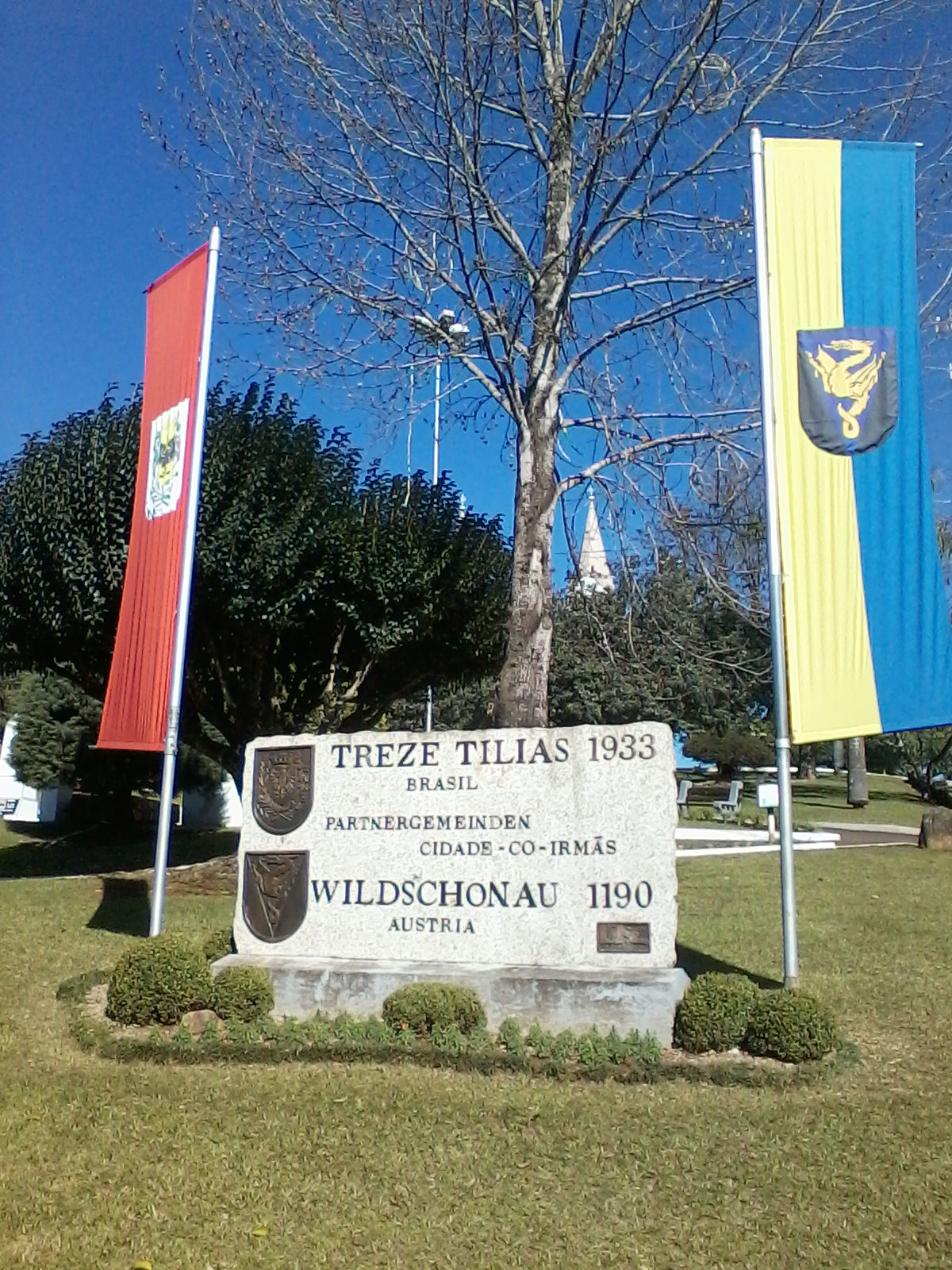
Treze Tílias e Wildschönau (Áustria) são cidades irmãs.

A cultura tirolesa é preservada no dialeto, na arquitetura típica da cidade (de estilo alpino), na culinária tradicional e nos grupos folclóricos de dança e canto que animam as festas do município. Tradições e costumes são preservados nas famílias e despertam o interesse de visitantes brasileiros e europeus. Treze Tílias preserva com orgulho suas raízes culturais, reforçando, assim, o elo de amizade entre a nação brasileira (das novas gerações) e a nação austríaca (origem dos fundadores da cidade).

## Línguas regionais e minoritárias
O idioma alemão é ainda utilizado com frequência entre os habitantes do município, além do português. O dialeto alemão do Tirol é preservado, assim como o dialeto alemão do Vorarlberg. Nas áreas de colonização italiana do município, os dialetos vêneto e bergamasco são ainda preservados pelas famílias e, entre muitos descendentes de alemães, é preservado o dialeto hunsrückisch.

## Economia
No final da década de 1960 e início da década de 1970, Treze Tílias entrou para o mapa da indústria regional e estadual, com a implantação das primeiras indústrias. Constam dos registros da história do município a criação da Indústria de Óleos Vegetais Treze Tílias, da Lacticínios Tirol Ltda. e da Incotril.
Indubitavelmente, a instalação e a história da indústria láctea em Treze Tílias foi e é a grande responsável pelo progresso local e pela posição que Treze Tílias ocupa atualmente no ranking estadual, tendo alcançado o segundo lugar em renda per capita (dados de 2006), ficando atrás apenas de São Francisco do Sul, que é uma cidade portuária. A instalação da indústria de laticínios nasceu juntamente com a realização das primeiras feiras agropecuárias - e não foi uma mera coincidência. As feiras foram organizadas por iniciativa do pároco local Pe. Johann Otto Küng, que liderou esse empreendimento industrial.
A indústria de óleos vegetais foi transferida para o sudoeste do Estado do Paraná, onde havia grandes plantações de soja, e passou a produzir em escala muito superior à que era possível na região de Treze Tílias, onde a topografia não favorecia a produção de culturas dependentes de mecanização. Ficaram em Treze Tílias a Lacticínios Tirol e a Incotril que, durante muitos anos representaram, ao lado da Baterias Pioneiro, esta um pouco mais nova, as grandes empregadoras de mão de obra e geradoras de renda para o município.
As exposições (e feiras) agropecuárias, que tiveram suas primeiras edições no início da década de 1970, mostraram aos produtores locais e regionais o grande potencial que havia no segmento leiteiro e todos os benefícios que dele poderiam advir. Nesses eventos, apresentavam-se, como atrações culturais e demonstrações da cultura local, grupos de danças típicas e bandas locais, entre outros artistas. Essas demonstrações cresceram e se multiplicaram mais ou menos na mesma velocidade e proporção que o interesse pelos produtores locais pela melhoria na qualidade do plantel de seus rebanhos. Santa Catarina é o quinto produtor nacional, com 6,7 por cento da produção (Censo Agropecuário 2007-Instituto Brasileiro de Geografia e Estatística) com cerca de 1,58 bilhões de litros, e Treze Tílias lidera o ranking de produtividade, com 3 718 litros de leite por vaca por ano.
Entretanto, curiosamente, a principal fonte geradora de renda dos produtores trezetilienses não é o leite. De acordo com os dados retirados dos relatórios do valor adicionado, fornecido pela Associação dos Municípios do Meio Oeste Catarinense, as vendas de produtos agropecuários (animais e insumos) aos frigoríficos e outras empresas representam mais de 50 por cento do movimento dos produtores locais. Por outro lado, é certo afirmar que a empresa Lacticínios Tirol ampliou seus horizontes de busca de matéria-prima em praticamente todo o Estado de Santa Catarina, no sudoeste do Paraná e no norte do Rio Grande do Sul, tornando-se uma das maiores empresas do ramo do sul do país. Outra grande empresa do município é a Baterias Pioneiro, no ramo de baterias automotiva e de motocicleta, sendo que a fabrica, esta entre as 10 maiores empresas na produção e venda de baterias no Brasil. Uma boa notícia para a economia de Treze Tílias nesse ano de 2011, foi a inauguração da Poli-Nutri Alimentos S.A, uma indústria importante no ramo de nutrição animal, que já conta com outras três fábricas no país, investimento de aproximadamente 20 milhões, gerando 150 empregos diretos, com capacidade inicial de produção de 5 mil toneladas de rações ao mês.
A história demonstrou o acerto daqueles primeiros pioneiros que acreditaram e apostaram todo o seu trabalho e recursos nesses dois setores da economia – agricultura e indústria, especialmente a agroindústria. Atualmente, as duas principais fontes de riqueza são os 365 produtores rurais e as 46 indústrias, que respondem por mais de 58 por cento da renda bruta do município e cerca de 56 por cento da oferta de empregos.
O fluxo de matéria-prima para as indústrias locais e a remessa dos produtos acabados para o mercado consumidor alimentou e fortaleceu o setor de transporte no município, que conta atualmente com cerca de 560 caminhões. Esse setor recebe ainda a contribuição dos transportadores que não estão estabelecidos no município, mas que tem fretes nele originados.
Treze Tílias, segundo os dados fornecidos pelo setor de tributação da prefeitura municipal e da Associação dos Municípios do Meio-Oeste Catarinense, conta com 29 bares e restaurantes, nove hotéis e pousadas, 131 estabelecimentos comerciais, 46 estabelecimentos industriais, 77 de serviços, 106 autônomos, artistas, artesãos e profissionais liberais e 83 transportadoras. A economia local recebe mensalmente a contribuição dos valores percebidos pelos 1 004 pensionistas e aposentados, e ainda, o resultado financeiro do esforço dos muitos trezetilienses que trabalham fora do país. A cidade também é conhecida como pólo de artesanato em madeira.

## Política
Esta é uma lista de prefeitos e vice-prefeitos de Treze Tílias.
| Nº | Nome                       | Partido | Início do mandato     | Fim do mandato         | Observações            |
| 1  | Ivo Nercí Harttmann        | —       | 3 de maio de 1963     | 1963                   | Prefeito nomeado       |
| 2  | João Belarmino Grando      | —       | 1964                  | 1968                   | Prefeito eleito        |
| 3  | Ivo Nercí Harttmann        | —       | 1969                  | 1972                   | Prefeito eleito        |
| —  | Avelino João Zanatto       | —       | 1969                  | 1972                   | Vice-prefeito eleito   |
| 4  | Pedro Nelcídio Käffer      | —       | 1973                  | 1976                   | Prefeito eleito        |
| —  | Severino Caron             | —       | 1973                  | 1976                   | Vice-prefeito eleito   |
| 5  | Antônio Carlos Altenburger | ARENA   | 1977                  | 1982                   | Prefeito eleito        |
| —  | João Constante Piaia       | ARENA   | 1977                  | 1982                   | Vice-prefeito eleito   |
| 6  | Afonso Dresch              | PDS     | 1983                  | 31 de dezembro de 1988 | Prefeito eleito        |
| —  | Fermino de Rós             | PDS     | 1983                  | 31 de dezembro de 1988 | Vice-prefeito eleito   |
| 7  | Rudi Ohlweiler             | PDS     | 1º de janeiro de 1989 | 31 de dezembro de 1992 | Prefeito eleito        |
| —  | Antônio Carlos Altenburger | PDS     | 1º de janeiro de 1989 | 31 de dezembro de 1992 | Vice-prefeito eleito   |
| 8  | Antonio Carlos Altenburger | PDS     | 1º de janeiro de 1993 | 31 de dezembro de 1996 | Prefeito eleito        |
| —  | Mauro Dresch               | PFL     | 1º de janeiro de 1993 | 31 de dezembro de 1996 | Vice-prefeito eleito   |
| 9  | Afonso Dresch              | PPB     | 1º de janeiro de 1997 | 31 de dezembro de 2000 | Prefeito eleito        |
| —  | Oscar Augusto Weshenfelder | PMDB    | 1º de janeiro de 1997 | 31 de dezembro de 2000 | Vice-prefeito eleito   |
| 10 | Rudi Ohlweiler             | PPB     | 1º de janeiro de 2001 | 31 de dezembro de 2004 | Prefeito eleito        |
| —  | Jaci Antonio Brandalise    | PPB     | 1º de janeiro de 2001 | 31 de dezembro de 2004 | Vice-prefeito eleito   |
| —  | Rudi Ohlweiler             | PP      | 1º de janeiro de 2004 | 31 de dezembro de 2008 | Prefeito reeleito      |
| —  | Jaci Antonio Brandalise    | PP      | 1º de janeiro de 2004 | 31 de dezembro de 2008 | Vice-prefeito reeleito |
| 11 | Romeu Luiz Rabuski         | PSD     | 1º de janeiro de 2009 | 31 de dezembro de 2012 | Prefeito eleito        |
| —  | Adilson Concatto           | PMDB    | 1º de janeiro de 2009 | 31 de dezembro de 2012 | Vice-prefeito eleito   |
| 12 | Mauro Dresch               | PSDB    | 1º de janeiro de 2013 | 31 de dezembro de 2016 | Prefeito eleito        |
| —  | Leonir Primo de Rós        | PP      | 1º de janeiro de 2013 | 31 de dezembro de 2016 | Vice-prefeito eleito   |
| —  | Mauro Dresch               | PSD     | 1º de janeiro de 2017 | 31 de dezembro de 2019 | Prefeito reeleito      |
| —  | Leonir Primo de Rós        | PP      | 1º de janeiro de 2017 | 31 de dezembro de 2019 | Vice-prefeito reeleito |
| 13 | Rudi Ohlweiler             | DEM     | 1º de janeiro de 2020 | 31 de dezembro de 2024 | Prefeito eleito        |
| —  | Adilson Concatto           | MDB     | 1º de janeiro de 2020 | 31 de dezembro de 2024 | Vice-prefeito eleito   |
| 14 | Armindo Ansiliero Júnior   | PP      | 1º de janeiro de 2025 | atual                  | Prefeito eleito        |
| —  | Verônica Narita            | MDB     | 1º de janeiro de 2025 | atual                  | Vice-prefeita eleita   |

## Turismo

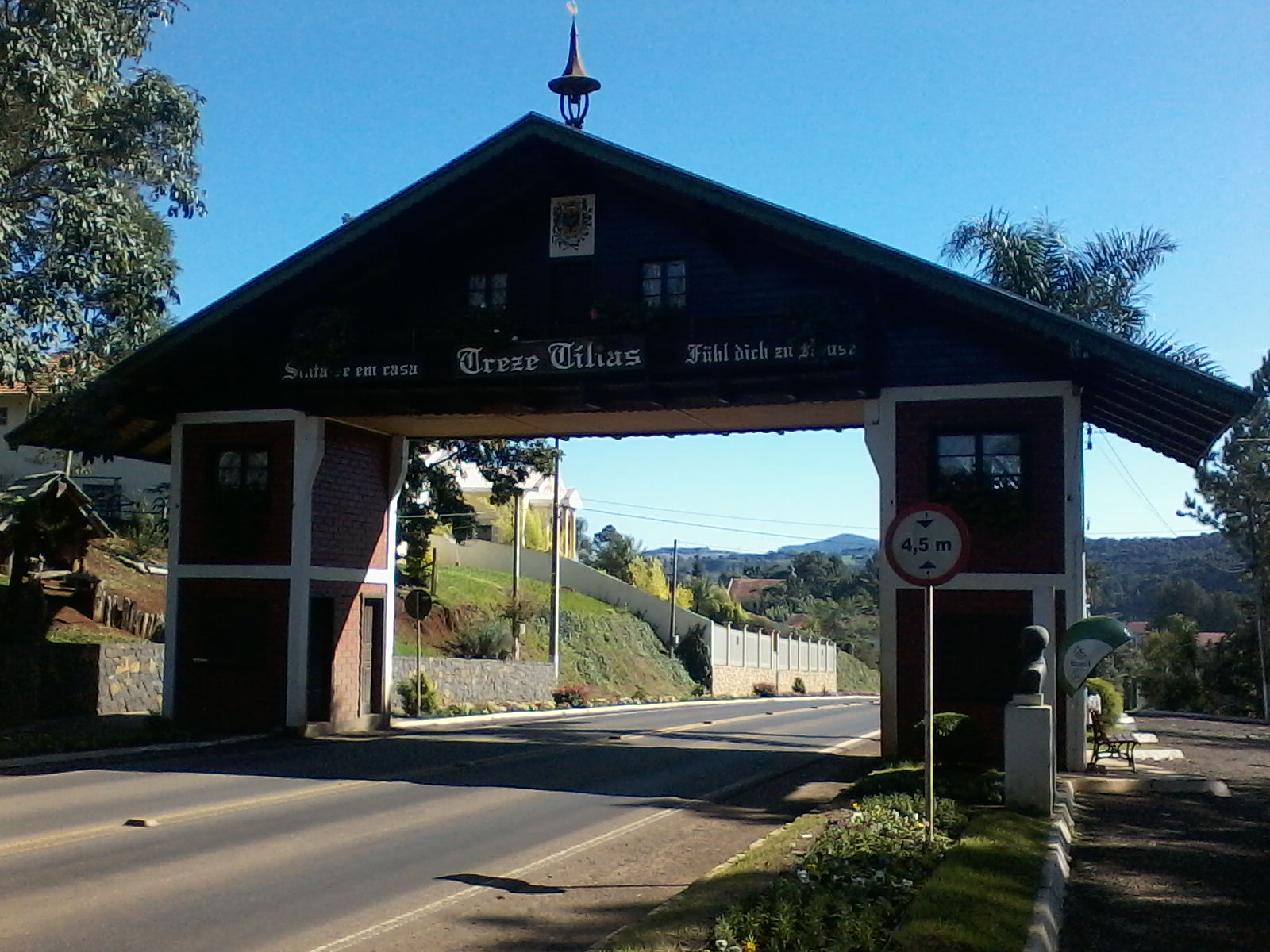
Portal de entrada de Treze Tílias

### Rota da Amizade
Treze Tílias faz parte da Rota da Amizade, que inclui sete municípios do oeste catarinense que oferecem uma série de atrativos e culturas, no incentivo ao turismo na região. Os outros municípios são: Tangará, Fraiburgo, Piratuba, Pinheiro Preto, Videira e Joaçaba.

### Tirolerfest
Desde o primeiro ano da chegada dos imigrantes austríacos, sua tradição é mantida com grandes confraternizações. A festa conhecida por Tirolerfest, acontece todos os anos no mês de outubro, sempre próxima ao dia 13, aniversário do município. No início, as confraternizações eram de um ou dois dias, mas o evento foi crescendo, sendo atualmente nove dias de festa e assim tornando-se um destino bastante procurado por turistas do Brasil e do exterior.
A programação desta festividade inclui: desfiles, apresentações de bandas, corais e grupos de danças folclóricos do município e também de outros locais. Um dos pontos altos da festa é representado pelo "Bierwagen", do alemão "carro da cerveja", no qual passeiam homens, mulheres e crianças devidamente trajadas tipicamente, tocando, cantando e distribuindo chope gratuitamente. No decorrer da festa, acontece, também, uma noite cultural denominada "Lustiger Tiroler Abend" (traduzido do alemão, "Uma Alegre Noite Tirolesa"), onde acontecem diversas apresentações folclóricas.

### Cervejaria Bierbaum
Anexo ao Restaurante e Pizzaria Edelweiss foi criada em 2004 a primeira micro cervejaria do oeste catarinense. Sua produção é baseada no consumo do próprio estabelecimento.

### Museu Municipal Andreas Thaler

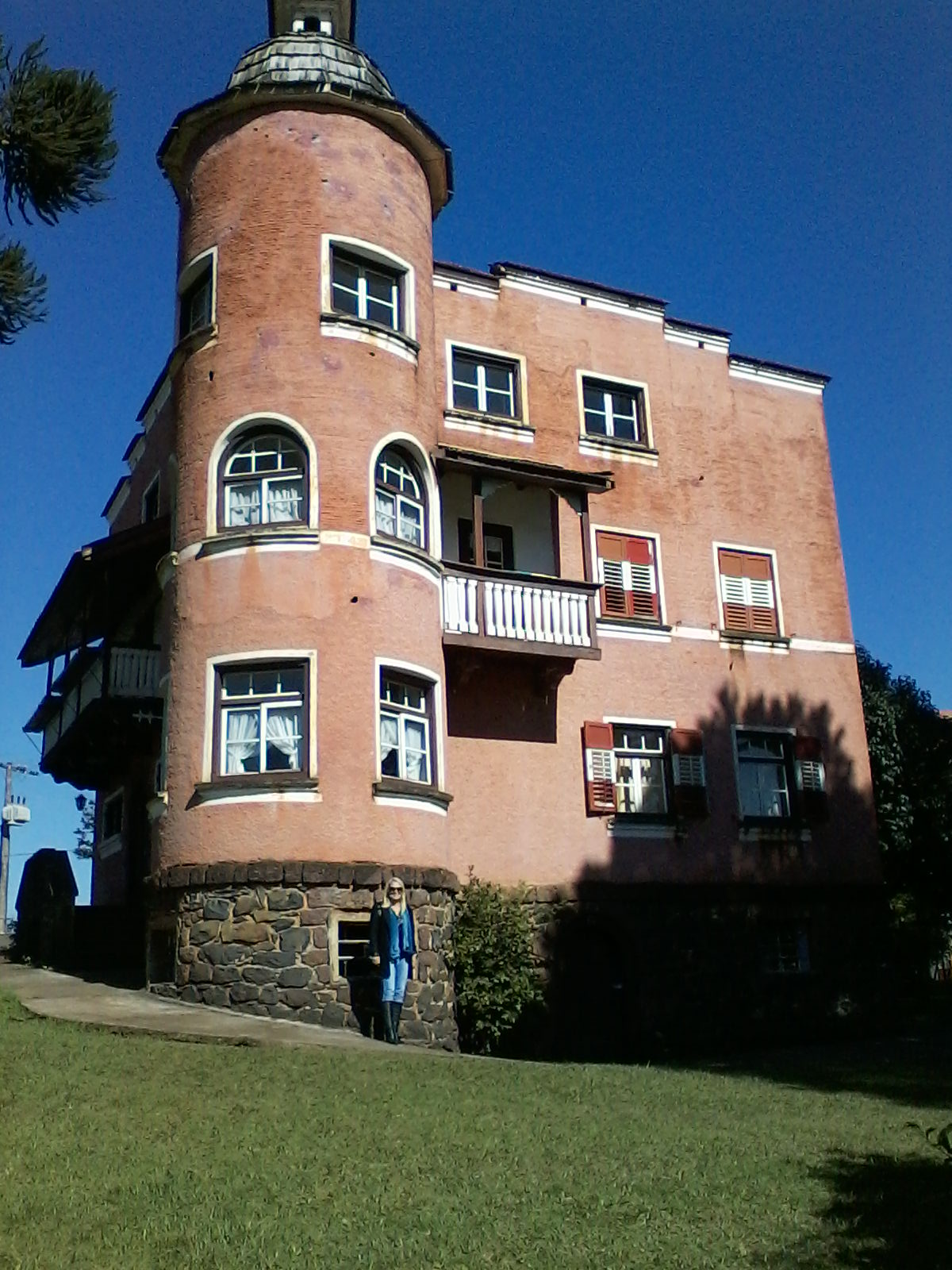
Casa construída por Andreas Thaler para sua residência em Treze Tílias, atualmente museu da cidade.

A casa onde o fundador da cidade Andreas Thaler residiu com sua família foi transformada em museu, onde está exposta a história da imigração da região, através dos utensílios e equipamentos utilizados pelos colonizadores.

### Parque do Imigrante
Um parque rodeado de muito verde, com lago com pedalinhos, academia ao ar livre, parquinho infantil, quadra de areia, Capela de São Bento e Via Sacra, que encantam e embelezam um ambiente tranquilo e de muita paz.

### Arquitetura alpina
Junto com os imigrantes veio também seu estilo de construção das moradias, que pode ser visto nos detalhes das sacadas, floreiras, entalhes em madeira nas casas e na presença do campanário deixando em destaque o estilo Alpino. Os jardins também fazem parte desta cultura e, assim como as floreiras das janelas e sacadas, estão o ano todo coloridos e esbanjando beleza.

### Turismo rural

#### Linha Babenberg
Fica a 7 quilômetros do centro. É o local onde os imigrantes se instalaram quando chegaram ao município. Construíram sua 1ª igreja e num conjunto a Via Sacra e a bela Gruta de Nossa Senhora Aparecida. Em maio no dia das mães e em 12 de outubro, no dia de Nossa Senhora Aparecida, seguem romarias até a Gruta com Missa e Festa.

#### Linha Pinhal
É na comunidade de Linha Pinhal que se manteve viva a cultura italiana, presente na arquitetura, nas cantinas que oferecem produtos coloniais, como queijos e vinhos.